# Пертово (Рязанская область)
Пертово — село в России, расположено в Чучковском районе Рязанской области. Является административным центром Пертовского сельского поселения.

## Географическое положение
Село расположено в 11 км севернее районного центра поселка Чучково на р.Нагайка (приток р.Пёт) и образованном на ней пруду.

## История
Село Пертово возникло не позднее конца 16 века, после строительства на землях Рязанского края Большой засечной черты, предназначенной для обороны русских земель от набегов крымских татар и ногаев.
Впервые Пертово упоминается в писцовых книгах по Шацкому уезду за 1617 уже как село с двумя деревянными церквями: 
«Село Пертово на речке на Черной, а в нем церковь Успения Пречистой Богородицы, другая церковь Николы Чюдотворца, обе древяны, клетцки, бес пения; 7 мест церковных; 41 место помещиковых крестьянских; пашни перелогом, добрые земли, 281 четь в поле, а в дву потомуж; сена по реке по Черной и около поль и меж пашен 235 копен; лес черной большой....В селе в Пертове церковные пашни 20 чети в поле, а в дву потомуж».
По данным окладных книг за 1676 в Пертово упоминается уже всего одна, Успенская церковь с приделом в честь Николая Чудотворца, причем собственного причта она не имела, а служил в ней священник соседнего села Пузоса. К этому времени село Пертово становится вотчиной дворян Свищовых, которые владели им на протяжении свыше 100 лет. Последним из них был гвардии поручик Александр Иванович Свищов (1760-1812). Его могила у сельской церкви сохранилась до сих пор.
В дальнейшем село Пертово переходит во владение зажиточного купца, потомственного почетного гражданина И.М.Савостьянова и его сыновей. Старший из них, коллежский советник Константин Иванович Савостьянов (1805-1871), в 1835 получил потомственное дворянство и развернул в Пертово обширное строительство. В середине 19 века здесь им была построена большая усадьба с 2-хэтажным главным усадебным домом, окруженным регулярным парком, с конюшней, зернохранилищем и многочисленными хозяйственными постройками. В 1850, по инициативе и на средства К.И.Савостьянова, в Пертово на месте старой ветхой деревянной Успенской церкви был возведен новый каменный в стиле классицизма храм во имя Смоленской иконы Божией Матери с приделами в честь святого благоверного князя Александра Невского и святителя Николая Чудотворца. В селе был устроен пруд, на берегу которого в 1861 был открыт винокуренный завод, действовала паровая мельница. Вообще К.И.Савостьянов считался одним из богатейших помещиков Шацкого уезда: к 1861 в окрестностях села Пертово и близлежащих деревень ему принадлежало свыше 6 тысяч десятин земли.
В начале 20 века усадьба в Пертово с винокуренным заводом и мельницей перешла во владение дворян Кареевых. Ее последним владельцем стал Леонид Васильевич Кареев (род. 1854).
К 1911, в селе Пертово Шацкого уезда насчитывалось 387 дворов, в которых проживало 2635 человек. Помимо этого в селе имелось 48 дворов раскольников, беспоповцев федосеевского толка, посещавших молитвенный дом в соседней деревне Свищевке. Жители занимались земледелием и работали на винокуренном заводе Кареева. В селе имелись волостное правление, Смоленская церковь, церковно-приходское попечительство, одноклассная смешанная церковно-приходская школа, церковная библиотека . Действовали большое имение господ Кареевых и принадлежащие им же 2 небольших хутора в 5 и 7 верстах от села, винокуренный завод и паровая мельница.
В 1920 году на базе национализированного помещичьего имения в селе Пертово был организован совхоз «Пертовский» – один из первых в Чучковском районе. Первоначально он получил в свое распоряжение 250 десятин земли, 15 однолемешных плугов, 3 жатки-самосброски и 3 сноповязалки. В 1930 – 1931 за счет проведения насильственной коллективизации крестьянских хозяйств произошло расширение земель совхоза, что позволило увеличить его посевные площади на 78 %. К 1935 коллективизация крестьянских хозяйств в Чучковском районе была в целом завершена.
К этому же времени были прекращены регулярные службы в Смоленской церкви села Пертово. Церковь подверглась разорению, всё ее имущество было разграблено и уничтожено. В здании храма разместилась мельница и мастерская по ремонту сельхозтехники. Оконный проем горнего места в главном алтаре, состоящий из трех окон, был выломан, въезд в здание осуществлялся прямо через алтарь (позднее полуразрушенное здание церкви было заброшено).
В 1960-е – 1980-е одной из главных отраслей специализации совхоза «Пертовский» становится картофелеводство. Возделывание картофеля по интенсивной технологии позволило совхозу не только увеличить его урожайность, но и резко снизить себестоимость производства. Пертовский спиртзавод, выпускавший спирт экстра-класса, также становится одним из самых передовых предприятий Рязанской области. В селе Пертово осуществлялась программа строительства нового жилья для работников совхоза и спиртзавода.
В 1990-х годах рекратил свою работу совхоз «Пертовский», в 2011 был закрыт Пертовский спиртовой завод. В то же время в 1991 верующим было возвращено полуразрушенное здание сельского храма. С 1999 в нем было возобновлено богослужение; в настоящее время завершается его реставрация.

## Население
| 1981 | 2010 |
| ---- | ---- |
| 680  | ↗972 |

## Транспорт и связь
Через село проходит транзитный автобусный маршрут №4 Чучково-Церлёво. 

## Достопримечательности
- Церковь Смоленской иконы Божией Матери
- Усадьба Савостьяновых (заброшена)[2]
- Памятник воинам-односельчанам, павшим в Великой Отечественной войне 1941-1945 г.

## Инфраструктура
В настоящее время в селе Пертово имеются почтовое отделение, врачебная амбулатория, средняя общеобразовательная школа, детский сад, сельский Дом культуры, библиотека, магазины.